# Mikola Nándor
Mikola Nándor (eredeti neve: Mikolajcsik József Nándor) (Budapest, 1911. november 27. – Vaasa, 2006. május 3.) magyar származású finn akvarellfestő, aki hazájában grafikát és festészetet tanult, de már 1936-ban Finnországba költözött. Jellegzetesen északi művész volt, számos műve a figuratív és az absztrakt határán mozog. Számos művén felismerhető a téma – egy tájkép vagy a természet egy részlete –, de a téma feldolgozása nem a természet reprodukciója, hanem saját élményeinek és hangulatának átadása.

## Életpályája
Budapesten könyvnyomdász apja mellett tanult. 1928–1932 között a budapesti Képző- és Iparművészeti Iskola litográfiai tanszékén tanult. 1935-ben a Bécsi Grafikai Intézetben, majd a budapesti Művészeti Szabad Akadémián tanult, ahol Rudnay Gyula oktatta. 1935-ben, Bécsben, a Grafikai Intézetben szerzett további ismereteket. 1936-ban Finnországba költözött. Helsinkiben a Központi Iparművészeti Iskola hallgatója volt. 1938-tól Vaasában reklámgrafikusként dolgozott. A második világháború alatt magyar állampolgársága miatt Lempääläbe internálták. 1944-től volt kiállító művész. 1951-ben Párizsban, a Lhote Akadémián folytatott tanulmányokat. Lapuában, Ilmajokiban és Vaasában élt és dolgozott. 1979-ben kapta meg a professzori címet.

## Munkássága
Munkásságában alapvető fontosságú az egyszerűsítés, mind csendélet- és tájábrázolásaiban, mind a fény és a színek absztrakt tanulmányaiban. Témái gyakran tópartok, folyómedrek, udvarok és nyírségi tájak. Másrészt témái között voltak kopár szigetvilágok és csendes, békés lappföldi tájak is. Magyar jelleme temperamentumában és dinamizmusában tükröződik művészetében.
Az akvarellfestés mellett az 1950-es évekig olajjal is dolgozott. Az 1960-as évek informális szakaszában az olaj- és az akvarellfestést ötvözte. Az 1970-es években ismét visszatért az akvarellfestéshez. Akvarelljeire jellemző a víz széleskörű használata. Az 1980-as években kezdett érdeklődni a Svalbard-hegység fénye iránt. Az évtized vége felé már akvarellszalagot is használt munkáiban. Az 1990-es években művészete leginkább absztrakt kísérletekből állt. Munkáiban klasszikus akvarell témák szerepelnek, mint például csendéletek, tájképek és a természet különböző évszakokban.
Egy emlékkeresztet is tervezett a karéliai halottaknak Ilmajokban.

## Magánélete
Szülei: Mikolajcsik Ignác és Buzara Mária Julianna voltak. Kétszer nősült és megözvegyült.

## Díjai
- Magyar Köztársaság Csillagrendje (1990)[7]

## Fordítás
- Ez a szócikk részben vagy egészben  a   Nándor Mikola című finn Wikipédia-szócikk ezen változatának fordításán alapul.  Az eredeti cikk szerkesztőit annak laptörténete sorolja fel. Ez a jelzés csupán a megfogalmazás eredetét és a szerzői jogokat jelzi, nem szolgál a cikkben szereplő információk forrásmegjelöléseként.